# 皮特林·索罗金
皮特林·亚历山德罗维奇·索罗金（英語：Pitirim Alexandrovich Sorokin，1889年1月21日—1968年2月10日）是一位俄裔美籍社会学家。他是一位学者、政治活动家，1923年从苏联移民至美国。1930年40岁的时候，索罗金受哈佛大学校长的个人邀约，在哈佛任职，并成立了该校的社会学系。索罗金十分反对共产主义，认为这种想法是“人类的害虫”。他最为知名的是为社会周期理论作出的贡献。